# Busy Philipps
Pour les articles homonymes, voir Philipps.
Elizabeth Jean Philipps, plus connue sous le nom de Busy Philipps, est  une actrice américaine née le 25 juin 1979 à Oak Park dans l'Illinois.
Après avoir, brièvement, tenu l'un des premiers rôles de l'éphémère teen drama, Freaks and Geeks (1999-2000), ce sont ses participations aux séries télévisées dramatiques Dawson (2001-2003) et Urgences (2006-2007) qui la font connaître au grand public. 
Au cinéma, elle se tourne vers la comédie et joue, dès lors, de nombreux rôles de soutien : FBI : Fausses blondes infiltrées (2004), Le Témoin amoureux (2008), Ce que pensent les hommes (2009), Mais comment font les femmes ? (2011).
Elle seconde surtout Courteney Cox dans la série comique nommée aux Golden Globes, Cougar Town (2009-2015) , ce qui lui vaut le Critics' Choice Television Award de la meilleure actrice dans un second rôle dans une série télévisée comique. 
Elle apparaît ensuite régulièrement, à la télévision, le temps de quelques épisodes dans diverses séries tels que Terminator : Les Chroniques de Sarah Connor (2008-2009), Drunk History (2014-2018) et Vice Principals (2016-2017). Tout en continuant à jouer les seconds rôles dans des longs métrages comme The Gift (2015) et I Feel Pretty (2018).

## Biographie

### Jeunesse et formation
Busy est le surnom qui a été choisi par ses parents pour décrire son hyperactivité, qu'elle gardera comme pseudonyme pour sa carrière. Dernière de la famille, elle a deux frères et une sœur. Elle est scolarisée en Arizona, au lycée Chaparral High School et obtient son baccalauréat avec brio,. 
Elle part ensuite à Oxford pour suivre des cours d'arts dramatiques et à 17 ans, elle incarne Barbie dans un spot publicitaire à Los Angeles. Cela marque le début de sa carrière.
Elle s'inscrit à l'université Loyola Marymount mais finit par abandonner pour devenir actrice. 

### Vie privée
Elle a eu une relation pendant quelques années avec Colin Hanks, fils de Tom Hanks. 
Elle s'est mariée avec Marc Silverstein (en) le 16 juin 2007 et a donné naissance à une petite fille prénommée Birdie Leigh Silverstein le 13 août 2008. Elle est la marraine de Matilda Ledger fille du défunt Heath Ledger et de l'actrice Michelle Williams. Sa deuxième fille, Cricket Pearl est née le 2 juillet 2013. Elle a annoncé qu'elle et son mari s'étaient séparés en février 2021.
En 2018, elle sort son autobiographie This Will Only Hurt a Little dans laquelle elle n'hésite pas à s'en prendre à James Franco ainsi qu'a certains membres de la production de Dawson. Le premier qu'elle accuse d'agression à l'époque du tournage de Freaks and Geeks et pour les autres, elle parle d'humiliations hebdomadaires, notamment de body shaming. 

### Débuts télévisuels et progression

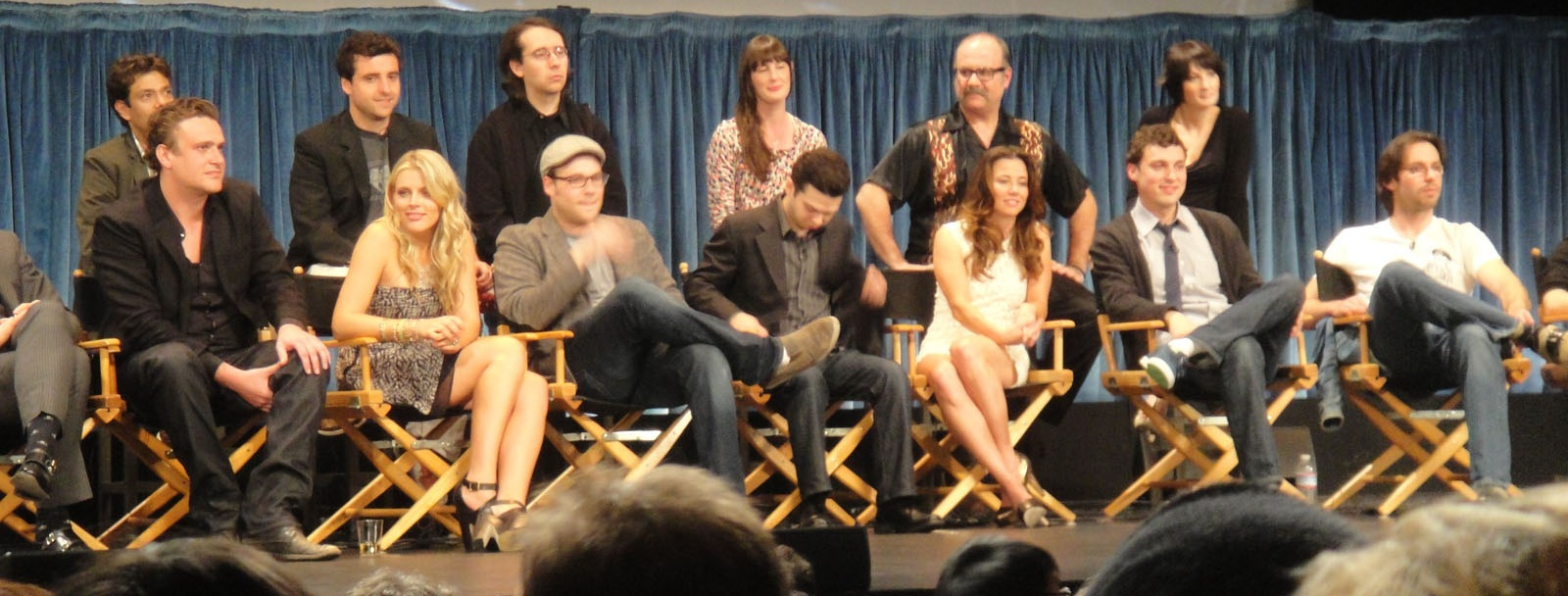
Lors des retrouvailles de la distribution principale de la série Freaks and Geeks, en 2011.

Outre un premier rôle dans un teen drama de courte durée, Freaks and Geeks, dans laquelle elle partage la vedette aux côtés d'une troupe de comédiens tels que James Franco, Linda Cardellini, Jason Segel, Seth Rogen et Natasha Melnick, elle enchaîne les apparitions isolées dans diverses séries télévisées comme Malcolm, Temps mort, Les Années campus... 
Il faut attendre qu'elle intègre la distribution de deux séries culte pour qu'elle se fasse réellement connaître du grand public : D'abord la série dramatique Dawson, de 2001 à 2003, un rôle principal aux côtés de Katie Holmes et Michelle Williams, durant les deux dernières saisons de ce show plébiscité par les jeunes, qui lui vaut une citation pour un Teen Choice Awards. Puis, elle joue le rôle récurrent du Dr. Hope Bobeck dans la médicale Urgences, entre 2006 et 2007. 
Entre-temps, elle porte la comédie Love, Inc, un ersatz de Sex and the City par le réseau Paramount Television, mais la série est un échec et s'arrête à l'issue de la première saison. Elle est ensuite cantonnée à jouer des rôles de poupées au cinéma comme dans la comédie potache FBI : Fausses blondes infiltrées menée par les frères Shawn Wayans et Marlon Wayans et dans le film Le Témoin amoureux, où elle côtoie notamment Patrick Dempsey et Sydney Pollack. 

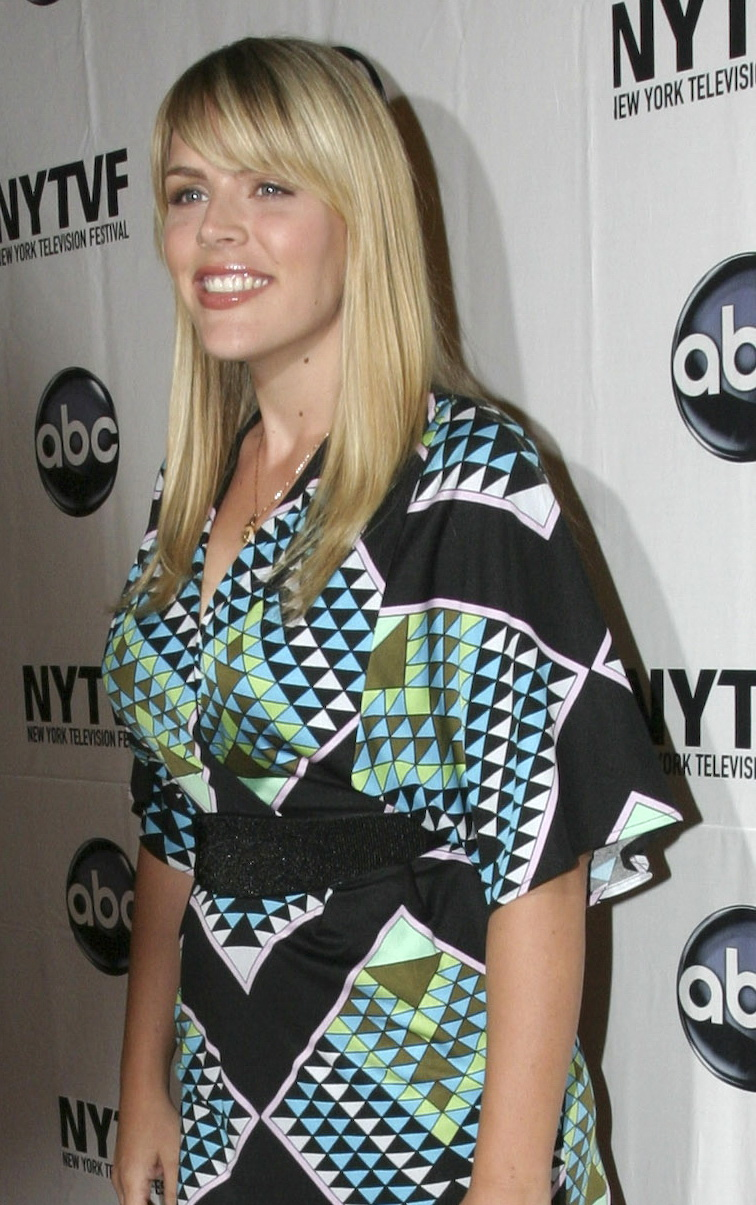
Au New York Television Festival 2009.

En 2007, elle joue brièvement dans les séries Entourage et How I Met Your Mother. Cette année-là, elle est créditée comme l'une des scénaristes du film Les Rois du patin. 
Entre 2008 et 2009, elle apparaît dans la série d'action Terminator : Les Chroniques de Sarah Connor, peu de temps avant d'obtenir le rôle qui lui permet d'occuper le devant de la scène, elle rejoint aussi la large distribution de la comédie chorale Ce que pensent les hommes, avec notamment Ben Affleck, Jennifer Aniston, Drew Barrymore, Jennifer Connelly et beaucoup d'autres.

### Cougar Townet succès dans la comédie

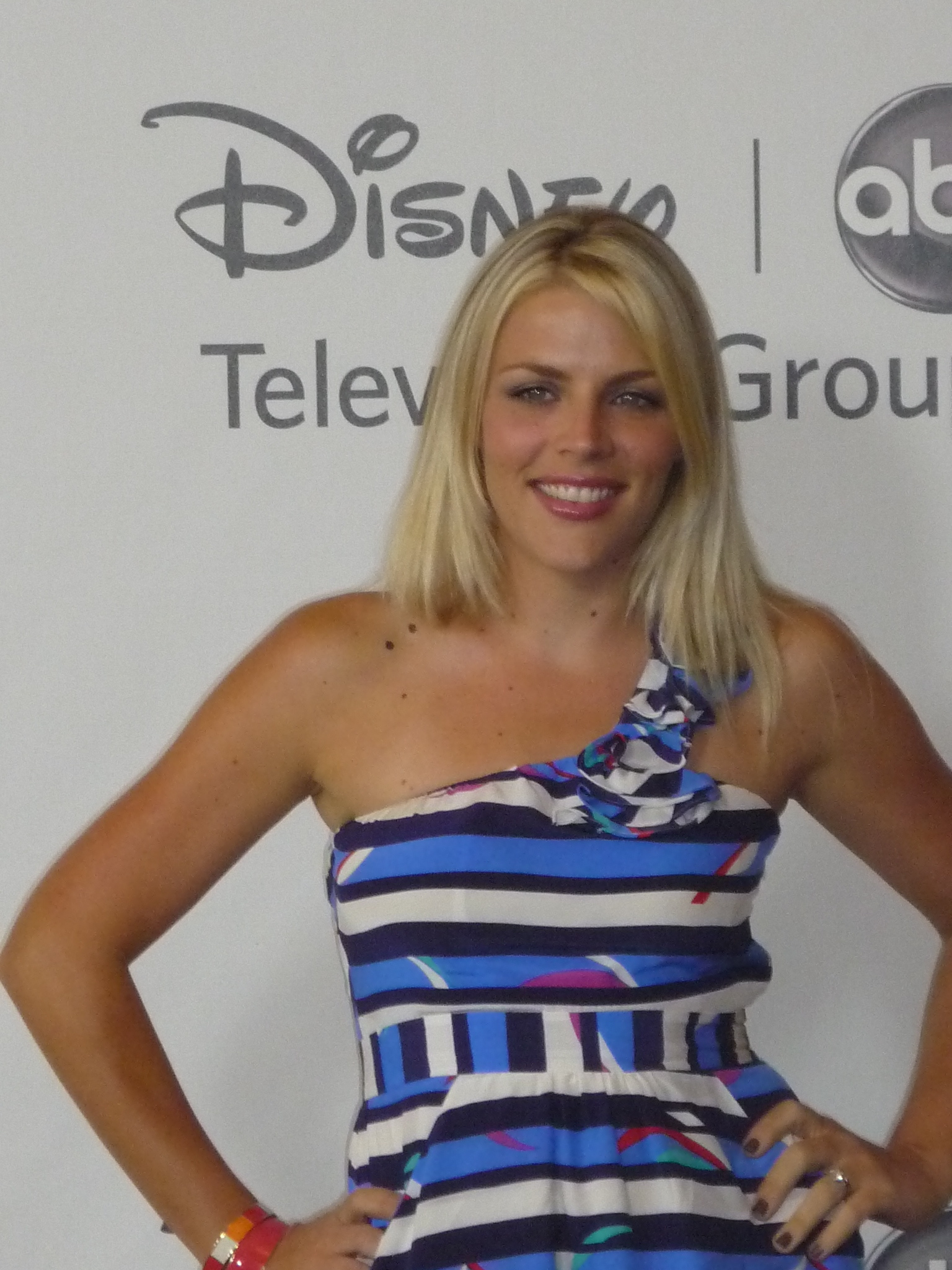
Au TCA 2010.

En effet, elle intègre la distribution principale de la série comique Cougar Town, aux côtés de Courteney Cox. Entre 2009 et 2015, grâce à Bill Lawrence, elle incarne une blonde loufoque qui aide sa patronne à se remettre à chasser les hommes, ce qui lui permet d'obtenir, en 2011, le Critics' Choice Television Award de la meilleure actrice dans un second rôle dans une série télévisée comique. Cette année-là, elle joue dans la comédie Mais comment font les femmes ? de Douglas McGrath portée par Sarah Jessica Parker.  
2015 est l'année ou l'actrice fait ses débuts en tant que réalisatrice pour un épisode de la sixième et dernière saison de Cougar Town. Entre-temps, elle a notamment multiplié les apparitions dans des séries tels que Community, Happy Endings, Don't Trust the B---- in Apartment 23, Arrested Development, New Girl et s’est tourné vers le cinéma indépendant. 

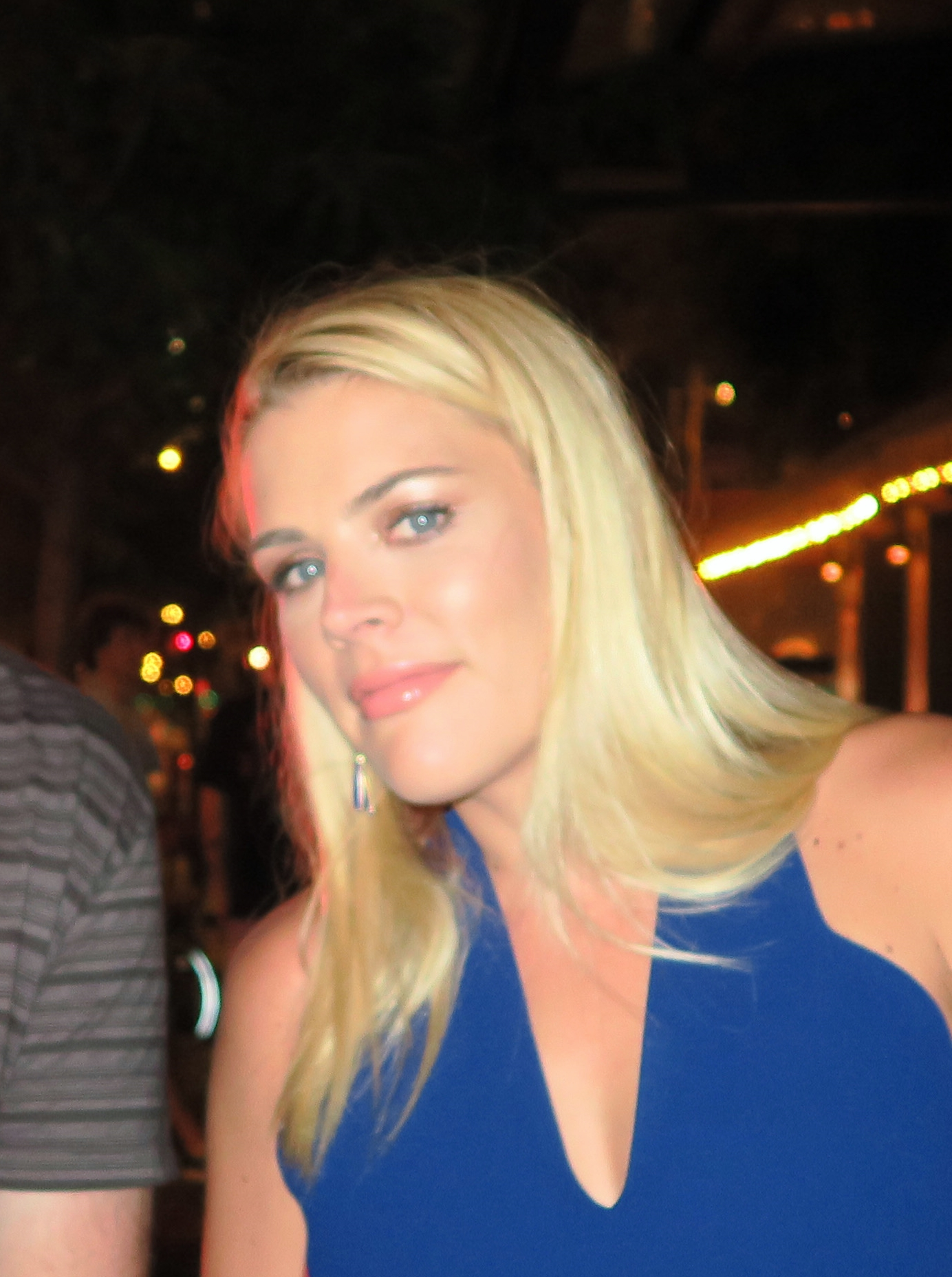
En juillet 2016, à New York.

Elle poursuit dans le registre de la comédie et joue des rôles récurrents comme dans la série Vice Principals et incarne des personnages tels que Rose Valland et Eleanor Roosevelt pour la comédie à sketchs Drunk History. Au cinéma, elle joue dans la première réalisation de Joel Edgerton, le thriller The  Gift dans lequel elle donne la réplique à Jason Bateman et Rebecca Hall, puis, dans la comédie romantique portée par une autre révélation comique, Amy Schumer, I Feel Pretty, qui lui permet de jouer aux côtés de son amie Michelle Williams.  
Entre 2018 et 2019, elle lance son propre talk-show nommé Busy Tonight sur Entertainment Television. Et elle joue les guest pour deux épisodes d'Unbreakable Kimmy Schmidt.  

## Filmographie

### Cinéma

#### Courts métrages
- 2012 : Revolution de Abdi Nazemian : Emily

#### Longs métrages
- 2000 : The Smokers, de Kat Slater  : Karen Carter
- 2002 : Home Room, de Paul F. Ryan : Alice Browning
- 2004 : Mummy an' the Armadillo, de J.S. Cardone : Carole Ann
- 2004 : FBI : Fausses blondes infiltrées (White Chicks), de Keenen Ivory Wayans : Karen
- 2008 : Le Témoin amoureux (Made of Honor), de Paul Weiland : Melissa
- 2009 : Ce que pensent les hommes (He's just not that into you), de Ken Kwapis : Kelly Ann
- 2011 : Mais comment font les femmes ? (I Don't Know how She Does It), de Douglas McGrath : Wendy Best
- 2012 : Blue Briefs de Sal Bardo : Emily (segment Révolution)
- 2013 : Tout pour lui plaire de Kat Coiro : Ashey
- 2013 : Made in Cleveland de Jamie Babbit : Shannon
- 2014 : Jason Nash Is Married de Jason Nash : Busy
- 2015 : Thrilling Adventure Hour Live de Neil Mahoney et Aaron Ginsburg : Red Plains Rider
- 2015: The Gift de Joel Edgerton : Duffy
- 2016 : FML de Jason Nash : Amanda
- 2018 : I Feel Pretty de Abby Kohn (en) et Marc Silverstein (en) : Jane
- 2024 : Mean Girls : Lolita malgré moi (Mean Girls) d'Arturo Perez Jr. et Samantha Jayne : June George

### Télévision

#### Séries télévisées
- 1999 : Saving Graces : Mindy (épisodes inconnus)
- 1999-2000 : Freaks and Geeks : Kim Kelly (rôle principal - 18 épisodes)
- 2000 : Malcolm (Malcolm in the Middle) : Meghan (saison 2, épisode 9)
- 2001 : Temps mort : Tracy Sallback (1 épisode)
- 2001-2003 : Dawson : Audrey Liddell (saisons 5 et 6 - 39 épisodes)
- 2002 : Les Années campus (Undeclared) : Kelly (2 épisodes)
- 2005 : La Vie comme elle est : Alex Morrill (2 épisodes)
- 2005 : Love, Inc. : Denise Johnson (rôle principal - 22 épisodes)
- 2006-2007 : Urgences (ER) : Dr. Hope Bobeck (rôle récurrent - 14 épisodes)
- 2007 : Entourage : Cheryl (1 épisode)
- 2007 : Derek and Simon: The Show : Julia (2 épisodes)
- 2007 : How I Met Your Mother : Rachel (saison 3, épisode 3)
- 2008 : House Poor : Busyn (pilote non retenu)
- 2008-2009 : Terminator : Les Chroniques de Sarah Connor (Terminator : The Sarah Connor Chronicles) : Kacy Corbin (rôle récurrent - 5 épisodes)
- 2009 : Kath & Kim : Whitney (1 épisode)
- 2009-2015  : Cougar Town : Laurie Keller (rôle principal - 102 épisodes)
- 2010 : Funny or Die Presents… : Cute Girl (1 épisode)
- 2010-2013 : Jason Nash Is Married : Sarah (5 épisodes)
- 2011 : Community : Membre de Greendale (figuration - saison 2, épisode 24)
- 2011 : Happy Endings : Fille (1 épisode)
- 2012 : Don't Trust the B---- in Apartment 23 : elle-même (1 épisode)
- 2013 : Arrested Development : Joan (1 épisode)
- 2014 : Garfunkel and Oates : Karen (2 épisodes)
- 2014-2018 : Drunk History : Rose Valland / Eleanor Roosevelt / Elizabeth Avery Waring (3 épisodes)
- 2016 : New Girl : Connie (1 épisode)
- 2016 : Angie Tribeca : Courtney Woodpatch-Newton (1 épisode)
- 2016 : Bajillion Dollar Properties : Cate Kates (1 épisode)
- 2016 : I Like You Just the Way I am : Amanda / Samatha (3 épisodes)
- 2016-2017 : Vice Principals : Gale Liptrapp (rôle récurrent - 14 épisodes)
- 2017 : The Odd Couple : Natasha (1 épisode)
- 2017 : The Sackett Sisters : Mandy Sackett (pilote non retenu par NBC[12])
- 2018 - 2019 : Unbreakable Kimmy Schmidt : Sheba Goodman (2 épisodes)
- 2018 : Camping : Allison (1 épisode)
- 2021–2024 : Girls5eva : Summer

#### Téléfilms
- 2001 : Anatomy of a Hate Crime, de Tim Hunter : Chasity Pasley
- 2001 : Spring Break Lawyer, de Alan Cohn : Jenny
- 2003 : Criminology 101, de Miguel Arteta : Polly
- 2004 : Foster Hall, de Robert Berlinger : Peg Hall
- 2005 : Testing Bob, de Rodman Flender : Madison 'Maddie' West
- 2017 : Grizzly Bear: Losing All Sense de Cody Critcheloe et Christopher Good : Robe Rouge

## Divers

### En tant que productrice
- 2018 - 2019 : Busy Tonight (Talk-show)

### En tant que réalisatrice
- 2015 : Cougar Town (saison 6, épisode 5)

### En tant que scénariste
- 2007 : Les rois du patin (Blades of Glory), de Josh Gordon et Will Speck

### Doublage
- 2005 : Family Guy Presents Stewie Griffin: The Untold Story (vidéo), de Pete Michels et Peter Shin (voix)
- 2005-2018 : American Dad! (série télévisée d'animation) : Dana / Blanch (voix, 2 épisodes)
- 2005 : Mega Robot Super Singes Hyperforce Go ! (série télévisée d'animation) : Korlianne (voix, 1 épisode)
- 2011 : Ça bulle ! (série télévisée d'animation) : Clamanda (voix, 1 épisode)
- 2012 : Festin de requin 2: Le récif se rebelle de Mark A.Z. Dippe : Cordelia (voix originale)
- 2016 : Bottom's Butte de Minty Lewis (téléfilm d'animation) : Beverly (voix originale)

## Voix francophones
En France
| - Edwige Lemoine dans : - Urgences (série télévisée) - Cougar Town (série télévisée) - The Affair (série télévisée) - Vice Principals (série télévisée) - The Odd Couple (série télévisée) - I Feel Pretty - Caroline Victoria dans (les séries télévisées) : - Dawson - Terminator : Les Chroniques de Sarah Connor | et aussi - Julie Turin dans Freaks and Geeks (série télévisée) - Agnès Manoury dans FBI : Fausses blondes infiltrées - Caroline Delauney dans Le Témoin amoureux - Armelle Gallaud dans New Girl (série télévisée) - Audrey Sourdive dans Camping (série télévisée) - Diane Dassigny dans Girls5eva (série télévisée) |

## Distinctions
Sauf indication contraire ou complémentaire, les informations mentionnées dans cette section proviennent de la base de données IMDb.

### Récompenses
- Critics' Choice Television Awards 2011 : meilleure actrice dans un second rôle dans une série télévisée comique pour Cougar Town

### Nominations
- Teen Choice Awards 2002 : meilleur acolyte à la télévision pour Dawson